# Бакланд (Охајо)
Бакланд (енгл. Buckland) град је у америчкој савезној држави Охајо.

## Демографија
По попису из 2010. године број становника је 233, што је 22 (-8,6%) становника мање него 2000. године.
| Група             | 2000.       | 2010.       |
| Белци             | 251 (98,4%) | 225 (96,6%) |
| Афроамериканци    | 0 (0,0%)    | 0 (0,0%)    |
| Азијати           | 0 (0,0%)    | 1 (0,4%)    |
| Хиспаноамериканци | 0 (0,0%)    | 5 (2,1%)    |
| Укупно            | 255         | 233         |